# Арчё, Юрди
Юрди Арчё (швед. Jordi Arkö; род. 1951, Стокгольм) — шведский художник.
Изучал этнографию и историю искусства в Стокгольмском университете, затем окончил шведскую Королевскую академию изящных искусств (1980), затем до 1993 г. преподавал в ней, на протяжении последних трёх лет совмещая эту работу с должностью приглашённого профессора в Национальном колледже искусства и дизайна в Дублине. С 2003 г. художественный руководитель Дома графики в Мариефреде и консультант по искусству администрации лена Даларна.
Многие работы Арчё построены на перекличке с классическими произведениями — это касается, в частности, цикла из 80 гравюр «Гойя», соответствующего 80 листам гойевских Каприччос. Другая фундаментальная работа Арчё — цикл из 105 литографий по мотивам романа Франса Бенгтссона «Красный змей» из жизни викингов. По словам искусствоведа Томаса Чельгрена,

Графический мир Юрди Арчё богат и разнообразен, и во всём, что он делает, всегда присутствует искра юмора. Никогда не покидает его вера в человеческую изобретательность и искусство выживать.

Арчё является автором книги «Что такое графика?» (швед. Vad är grafik; 1996, совместно с Филипом фон Шанцем) и одним из соавторов книги «Чёрно-белый Цорн» (англ. Zorn in black and white; 2002) о работах Андерса Цорна в области графики, гравюры и фотографии.